# Glue works
Glue works is derde studioalbum van de Zweedse muziekgroep Gösta Berlings Saga. Het album is opgenomen in een wat vervallen geluidsstudio aan de rand van Stockholm gedurende de wintermaanden december 2010 en januari 2011. De titel verwijst naar de samensmelting van de diverse bandleden tot een geheel, terwijl de bandleden toch diverse achtergronden en muzikale voorkeuren hebben. De muziekproducent Mattias Olsson, van Änglagård en White Willow had een behoorlijke invloed op de muziek. Sommige tracks hebben de obsessieve herhalingen die Änglagård in het begin van hun loopbaan hanteerde.

## Musici
- Gabriel Hermansson – basgitaar, baspedalen (Moog Taurus)
- Einar Baldursson – gitaar
- David Lundberg – Fender Rhodes, mellotron, synthesizers
- Alexander Skepp – slagwerk, percussie

Met
- Frederik Carlson – hoorn, trompet
- Cecilia Linné – cello
- Mattias Olsson – geluidseffecten
- Leo Svensson – zingende zaag
- Ulf Åkerstedt – tuba, bastrompet, contrabastrompet, Basmondharmonica

## Muziek
| Nr. | Titel           | Duur  |
| --- | --------------- | ----- |
| 1.  | 354             | 6:00  |
| 2.  | Icosahedron     | 3:13  |
| 3.  | Island          | 12;26 |
| 4.  | Gliese 58lg     | 6:16  |
| 5.  | Waves           | 2:45  |
| 6.  | Geosignal       | 2:09  |
| 7.  | Sorterargatan 1 | 12:45 |